# تایندورم
تایندورم (به انگلیسی: Tyndrum) یک روستا در بریتانیا است که در استیرلینگ واقع شده‌است.